# 飢餓遊戲 (電影系列)
《飢餓遊戲》（英語：The Hunger Games）是一個美國科幻反烏托邦冒險電影系列，由獅門娛樂出品，根據美國小說家蘇珊·柯林斯的同名小說系列改編；這個系列由妮娜·雅各布森監製，三大主角凱妮絲·艾佛丁、比德·梅爾拉克和蓋爾·霍桑分別由珍妮花·羅倫絲、祖舒·夏捷臣和里安·咸士禾夫主演；兩名導演分別執導過這個系列，蓋瑞·羅斯執導首齣電影，法蘭西斯·羅倫斯執導其餘五齣電影。
首齣電影《飢餓遊戲》於2012年3月23日在美國上映，並創下開畫日（$6730萬）和非續集電影開畫週末的最高票房紀錄。在它上映之時，這齣電影的開畫週末總收入（$1.525億）是北美洲所有電影的第三高。
第二齣電影《飢餓遊戲：星火燎原》於2013年11月22日在美國上映，並創下有史以來最高的11月份開畫週末票房紀錄和當時所有電影開畫票房第六高，總共是$1.581億。
《飢餓遊戲：自由幻夢》是小說系列的第三本亦是完結篇，被改編成兩齣長篇電影：《飢餓遊戲：自由幻夢Ⅰ》於2014年11月21日在美國上映，而《飢餓遊戲：自由幻夢 終結戰》於2015年11月20日在美國上映。
第五齣電影《飢餓遊戲：鳴鳥與游蛇之歌》是系列的前傳，於2023年11月17日在美國上映。
第六齣電影《飢餓遊戲：黎明收割》同樣是系列的前傳，定於2026年11月20日在美國上映。

## 起源
蘇珊·柯林斯的《飢餓遊戲》在2008年9月14日出版之後，荷里活的電影製片廠開始考慮將小說改編成電影。2009年3月4日，有報導指Color Force已經購得《飢餓遊戲》的電影版權，Color Force是一間小型獨立製片廠，由電影監製妮娜·雅各布森於2007年創立。:12
購得電影版權之後，為了幫助雅各布森拍電影，她找到了製片公司獅門。Color Force規模太小，不足以獨立地製作電影，也沒有能力發行。3月17日，有報導指獅門會發行電影。也有報導指柯林斯會親自把小說改編。當時她已經完成《飢餓遊戲：星火燎原》，並計劃同年秋季公開發售，又正在撰寫《飢餓遊戲：自由幻夢》。她寫完最後一本書後就會開始初稿。
招募導演始於2010年。2010年9月有報導指有3位導演競逐：《吸血新世紀3：月蝕傳奇》導演大衛·史雷德、《浮生路》導演森·曼特斯和《壯志奔騰》導演蓋瑞·羅斯。後來確認羅斯會執導。此時柯林斯已經寫好劇本，羅斯決定與柯林斯和退休編劇比利·雷一起審閱劇本。

### 主要角色選角
女演員真正的選角在2011年3月和5月之間進行，女主角首挑的是凱妮絲·艾佛丁。有報導指艾碧姬·比絲蓮、艾美莉·布朗寧、琳德茜·馮塞卡、珍妮佛·勞倫斯、嘉兒·莫蕊茲、愛瑪·羅拔絲、莎愛絲·露娜、凱亞·絲柯黛蘭莉歐、希莉·施丹菲和雪琳·伍德莉都曾接洽商討飾演主角。在3月16日確認珍妮佛·勞倫絲獲選飾演主角。
珍妮佛·勞倫絲當時已經相對地知名。她憑在《凍死骨》（2010年）的表現獲提名奧斯卡金像獎，她也有份出演在同年5月上映的《變種特攻：異能第一戰》。
凱妮絲的同伴貢品比德·梅爾拉克和她的好友蓋爾·霍桑選角則於同月稍後開始。比德一角的頂級競爭者包括祖舒·夏捷臣、亞歷山大·路威（後來飾演卡圖）、杭特·帕里許、伊凡·彼得斯和盧卡斯·提爾。蓋爾一角的競爭者包括羅比·艾梅爾、里安·咸士禾夫、大衛·亨利和德鲁·罗伊。4月4日，有報導指里安·咸士禾夫獲選飾演蓋爾一角，祖舒·夏捷臣獲選飾演比德一角。

## 電影
| 電影                          | 上映日期       | 導演            | 編劇                          | 蘇珊·柯林斯的小說      | 監製                                        | 狀態   |
| ----------------------------- | -------------- | --------------- | ----------------------------- | ---------------------- | ------------------------------------------- | ------ |
| 《飢餓遊戲》                  | 2012年3月23日  | 蓋瑞·羅斯       | 蘇珊·柯林斯 蓋瑞·羅斯 比利·雷 | 《飢餓遊戲》           | 妮娜·雅各布森 乔恩·基里克（）               | 已上映 |
| 《飢餓遊戲：星火燎原》        | 2013年11月22日 | 法蘭西斯·羅倫斯 | 西蒙·比尤弗伊 米高·阿恩特     | 《飢餓遊戲：星火燎原》 | 妮娜·雅各布森 乔恩·基里克（）               | 已上映 |
| 《飢餓遊戲：自由幻夢Ⅰ》       | 2014年11月21日 | 法蘭西斯·羅倫斯 | 丹尼·史壯 彼得·克雷格         | 《飢餓遊戲：自由幻夢》 | 妮娜·雅各布森 乔恩·基里克（）               | 已上映 |
| 《飢餓遊戲：自由幻夢 終結戰》 | 2015年11月20日 | 法蘭西斯·羅倫斯 | 丹尼·史壯 彼得·克雷格         | 《飢餓遊戲：自由幻夢》 | 妮娜·雅各布森 乔恩·基里克（）               | 已上映 |
| 《飢餓遊戲：鳴鳥與游蛇之歌》  | 2023年11月17日 | 法蘭西斯·羅倫斯 | 麥可·萊斯利 麥可·安特         | 《鳴鳥與游蛇之歌》     | 布萊德·辛普森 尼娜·雅各布森 法蘭西斯·羅倫斯 | 已上映 |
| 《飢餓遊戲：黎明收割》        | 2026年11月20日 | 法蘭西斯·羅倫斯 | 比利·雷                       | 《黎明收割》           | 布萊德·辛普森 尼娜·雅各布森                 | 拍攝中 |

### 《飢餓遊戲》（2012）
每一年，在曾經是北美洲的廢墟，施惠國的都城強逼它的十二區每區派出一男一女、年齡介乎12至18歲的少年競逐飢餓遊戲。作為對過去叛亂的扭曲的懲罰和持續的政府恐嚇策略，飢餓遊戲是一個全國電視廣播的節目，參與的「貢品」少年在競技場內戰鬥，一定要互相戰鬥直至剩下一個生還者。
十六歲的凱妮絲·艾佛丁自願代替她妹妹去參加比賽，當她要與其他二十三個貢品競爭，部份更一生為飢餓遊戲接受特訓，她被逼要依靠她尖銳的直覺與她和比德的酒鬼導師兼前勝利者黑密契·阿勃納西。如果她要有命返回家鄉，凱妮絲在競技場上必須作出不可能的抉擇，權衡生存與人性和生命與愛情。

### 《飢餓遊戲：自由幻夢1》（2014）
獅門宣佈小說三部曲的第三部小說《飢餓遊戲：自由幻夢》將會分拆成兩齣電影。《飢餓遊戲：自由幻夢1》於2014年11月21日上映。法蘭西斯·羅倫斯獲聘執導最後兩齣電影。

### 《飢餓遊戲：自由幻夢 終結戰》（2015）
由法蘭西斯·羅倫斯執導的結局電影，於2015年11月20日上映。

### 《飢餓遊戲：鳴鳥與游蛇之歌》（2023）
本片是系列的前傳，於2023年11月17日上映。

### 《飢餓遊戲：黎明收割》（2026）
本片是系列的前傳，於2026年11月20日上映。

## 製作
首齣電影在北卡羅萊納州於2011年5月23日開始拍攝，第四齣（即最後一齣）電影設定於2014年5月20日完成拍攝。:138
妮娜·雅各布森和乔恩·基里克擔任全部四齣電影的監製。蘇珊·柯林斯和路易絲·羅斯納（Louise Rosner）擔任首兩齣電影的執行製作人。首兩齣電影的其他執行製作人包括羅賓·比塞爾（Robin Bissell）和Shantal Feghali。共同制作人有戴安娜·阿爾瓦雷斯（Diana Alvarez）、馬丁·科恩（Martin Cohen）、路易·菲利普（Louis Phillips）、Bryan Unkeless和Aldric La'auli Porter。Color Force和獅門合作製作全部四齣電影。2012年11月1日宣佈製片廠決定將最後一本書《飢餓遊戲：自由幻夢》分拆為兩部分，就好像《哈利波特－死神的聖物1》及《哈利波特－死神的聖物2》，和《吸血新世紀4：破曉傳奇上集》及《吸血新世紀4：破曉傳奇下集》。

### 導演
蓋瑞·羅斯執導首齣電影《飢餓遊戲》，雖然與最初的聲明不同，但是在2012年4月10日，獅門宣佈蓋瑞·羅斯不會歸來執導續集。九天之後在2012年4月19日確認法蘭西斯·羅倫斯會取而代之執導續集和在2012年11月1日確認他會歸來並會執導系列的最後兩齣電影，這兩齣電影是根據《飢餓遊戲：自由幻夢》改編的。

### 劇本
蘇珊·柯林斯寫完《飢餓遊戲：自由幻夢》之後，她開始把首本書改編成電影。柯林斯曾寫過《克利福的小狗天》和其它兒童電視節目的劇本，故此她有寫劇本的經驗。在2010年當宣佈蓋瑞·羅斯為導演時，他開始與柯林斯和退体編劇比利·雷一起着手把小說活現起來。劇本很長，結果成了一齣兩小時二十分鐘的電影。
法蘭西斯·羅倫斯接手之後，他引入西蒙·比尤弗伊和米高·阿恩特來為《飢餓遊戲：星火燎原》寫劇本。
系列的最後兩齣電影由丹尼·史壯和彼得·克雷格編劇。

### 演員
當三大主角的演員塵埃落定，就轉移為其他貢品選角。傑克·奎德獲選飾演馬維爾（Marvel），利文·蘭賓飾演閃爍（Glimmer），雅曼德拉·史坦柏飾演小芸（Rue），Dayo Okeniy飾演Thresh亞歷山大·路威（曾試演比德）獲選飾演卡圖（Cato），伊莎貝拉·弗爾曼飾演克菈芙（Clove），積琦蓮·愛默生飾演狐狸臉（Foxface）。跟隨貢品選角之後，成人角色也開始選好。伊莉莎伯·班絲獲選飾演艾菲·純克特（Effie Trinket），那個古怪的第12區伴護人。活地·夏里遜獲選飾演黑密契·阿勃納西（Haymitch Abernathy），第12區臭名昭著的酒鬼。 藍尼·克羅維茲獲選飾演秦納（Cinna），凱妮絲的造型設計師。魏斯·班特利獲選飾演遊戲設計師希尼卡·克藍（Gamemaker Seneca Crane）。史丹利·特治獲選飾演凱薩·富萊克曼（Caesar Flickerman），施惠國的著名主持。當奴·修打蘭獲選飾演科利奧蘭納斯·史諾（Coriolanus Snow），施惠國的總統。薇洛·希爾絲會飾演櫻花草·艾佛丁（Primrose Everdeen）
2012年7月宣佈第二齣電影的演員陣容。吉娜·瑪隆會飾演喬安娜·梅森（Johanna Mason）。菲臘·西摩·荷夫曼會飾演普魯塔克·黑文斯比（Plutarch Heavensbee），山姆·克拉弗林會飾演芬尼克·歐戴爾（Finnick Odair）。稍後宣佈傑弗瑞·懷特獲選飾演比提（Beetee），阿倫·瑞奇森飾演光澤（Gloss），林恩·科恩飾演梅格絲（Mags）和亞曼達·普隆默飾演金屬絲（Wiress）。
2013年3月廣泛流傳瑞貝爾·威爾森會參演最後一齣電影2013年8月和9月揭曉在最後一齣電影裏，斯特·道森會飾演安妮·克雷斯塔（Annie Cresta），娜塔莉·多莫將會飾演葛蕾熙達（Cressida），伊凡·羅斯將會飾演梅薩拉（Messalla），和茱莉安·摩亞將會飾演奧瑪·柯茵總統（President Alma Coin）。

### 拍攝
《飢餓遊戲》的主要拍攝工作於2011年5月24日開始，於2011年9月15日結束。幾乎所有拍攝工作在北卡羅萊納州進行。所有遊戲場景都是外景拍攝，所有都城場景都是在謝爾比和夏洛特以廠景拍攝。
《飢餓遊戲：星火燎原》的主要拍攝工作於2012年9月10日在佐治亞州亞特蘭大開始。有報導指在2012年11月，製作搬到夏威夷拍攝競技場場景。過了聖誕假期之後在1月中恢復拍攝兩星期。2月宣佈，第85屆奧斯卡金像獎（珍妮花·羅倫絲榮獲奧斯卡最佳女主角）之後，2013年3月電影會到夏威夷去補拍。亞特蘭大用來拍攝全部都城場景，夏威夷用來拍攝競技場場景，新澤西州奧克蘭用作第12區外景。拍攝在2013年4月完成。
《飢餓遊戲：自由幻夢》的主要拍攝工作原本預期於2013年9月16日開始，但是延遲一星期至2013年9月23日才開始。預期2014年5月20日結束。

### 配樂
詹姆斯·紐頓·霍華為全五部電影配樂作曲。

## 反應

### 評價
| 電影                          | IMDB                 | 爛番茄           | Metacritic         |
| ----------------------------- | -------------------- | ---------------- | ------------------ |
| 《飢餓遊戲》                  | 7.2/10（98.3万打分） | 84%（275份評論） | 67/100（44份評論） |
| 《飢餓遊戲：星火燎原》        | 7.5/10（70.8万打分） | 90%（229份評論） | 75/100（47份評論） |
| 《飢餓遊戲：自由幻夢Ⅰ》       | 6.6/10（49.1万打分） | 68%（280份評論） | 64/100（46份評論） |
| 《飢餓遊戲：自由幻夢 終結戰》 | 6.5/10（36.2万打分） | 70%（273份評論） | 65/100（45份評論） |
| 《饥饿游戏：鸣鸟与蛇之歌》    | 7.0/10（6.2万打分）  | 64%（229份評論） | 54/100（52份評論） |
| 平均評級                      | 7.0/10               | 78%              | 68%                |

### 票房表現
| 電影                          | 首映日期       | 預算         | 美國本地       | 全球           | 美國本地歷史排名     | 全球歷史排名         |
| ----------------------------- | -------------- | ------------ | -------------- | -------------- | -------------------- | -------------------- |
| 《飢餓遊戲》                  | 2012年3月23日  | $78,000,000  | $408,010,692   | $691,247,768   | 41                   | 145                  |
| 《飢餓遊戲：星火燎原》        | 2013年11月22日 | $130,000,000 | $424,668,047   | $864,565,563   | 32                   | 84                   |
| 《飢餓遊戲：自由幻夢Ⅰ》       | 2014年11月21日 | $125,000,000 | $337,135,885   | $755,356,711   | 72                   | 121                  |
| 《飢餓遊戲：自由幻夢 終結戰》 | 2015年11月20日 | $160,000,000 | $281,723,902   | $653,428,261   | 117                  | 162                  |
| 總數                          | 總數           | $493,000,000 | $1,451,538,526 | $2,964,598,303 | 以上截至2023/8/7為止 | 以上截至2023/8/7為止 |

## 外部連結
- 官方网站
- 互联网电影数据库（IMDb）上《飢餓遊戲》的资料（英文）
- 豆瓣电影上《飢餓遊戲》的資料 （简体中文）
- AllMovie上《飢餓遊戲》的资料（英文）
- Box Office Mojo上《飢餓遊戲》的資料（英文）
- 爛番茄上《飢餓遊戲》的資料（英文）
- Metacritic上《飢餓遊戲》的資料（英文）
- 《飢餓遊戲》 （页面存档备份，存于） at The Numbers